# 洗潔精
洗潔精又稱洗碗精、餐洗净，是一種清潔碗碟時所使用的。容易產生泡沫，可乳化碗碟上的油脂形成小油滴，令油份能夠易於用水沖洗帶走，達致去油污的效果。
洗潔精並不是只在清潔餐具时才派上用場，在拯救因運油船漏油而沾上油污的鳥類，又或是清理海面的油污時都會用到它，而且稀釋後的洗潔精可供兒童吹泡泡玩樂。
洗潔精能强力去除蔬菜水果上的残留农药，但容易造成二次残留。